# Альберто Грассі
Альберто Грассі (італ. Alberto Grassi, нар. 7 березня 1995, Лумеццане) — італійський футболіст, півзахисник «Емполі».
Виступав за молодіжну збірну Італії.

## Клубна кар'єра
Народився 7 березня 1995 року в місті Лумеццане.
У дорослому футболі дебютував 2014 року виступами за команду клубу «Аталанта», в якій провів два сезони, взявши участь у 16 матчах чемпіонату. 
До складу клубу «Наполі» приєднався на початку 2016 року. Проце до його основної команди не пробився. Натомість влітку того ж року був відданий в оренду до «Аталанти», а сезон 2017/18 провів також в оренді у клубі СПАЛ.
2018 року на умовах оренди перейшов до «Парма». У цій команді грав у сезоні 2018/19 епізодично, попри це клуб подовжив оренду гравця ще на рік, після чого викупив його контракт.
21 серпня 2021 року на правах оренди став гравцем «Кальярі». Протягом сезону 2021/22 взяв участь у 30 іграх Серії A.
У серпні 2022 року перебрався до «Емполі», гравцем якого став також на умовах орендної угоди.

## Виступи за збірні
У 2011 році дебютував у складі юнацької збірної Італії, взяв участь в 11 іграх на юнацькому рівні.
Протягом 2014–2017 років залучався до складу молодіжної збірної Італії. На молодіжному рівні зіграв у 19 офіційних матчах.

## Статистика виступів

### Статистика клубних виступів
Станом на 18 серпня 2022 року
| Сезон                | Команда              | Чемпіонат            | Чемпіонат | Чемпіонат | Національний кубок | Національний кубок | Національний кубок | Континентальні кубки | Континентальні кубки | Континентальні кубки | Інші змагання | Інші змагання | Інші змагання | Усього | Усього |
| Сезон                | Команда              | Ліга                 | Ігор      | Голів     | Ліга               | Ігор               | Голів              | Ліга                 | Ігор                 | Голів                | Ліга          | Ігор          | Голів         | Ігор   | Голів  |
| -------------------- | -------------------- | -------------------- | --------- | --------- | ------------------ | ------------------ | ------------------ | -------------------- | -------------------- | -------------------- | ------------- | ------------- | ------------- | ------ | ------ |
| 2014–15              | «Аталанта»           | A                    | 3         | 0         | КІ                 | 1                  | 0                  | -                    | -                    | -                    | -             | -             | -             | 4      | 0      |
| 2015-січ. 2016       | «Аталанта»           | A                    | 13        | 0         | КІ                 | 1                  | 0                  | -                    | -                    | -                    | -             | -             | -             | 14     | 0      |
| січ.-черв. 2016      | «Наполі»             | A                    | 0         | 0         | КІ                 | -                  | -                  | ЛЄ                   | 0                    | 0                    | -             | -             | -             | -      | -      |
| 2016–17              | «Аталанта»           | A                    | 18        | 1         | КІ                 | 2                  | 1                  | -                    | -                    | -                    | -             | -             | -             | 20     | 2      |
| Усього за «Аталанту» | Усього за «Аталанту» | Усього за «Аталанту» | 34        | 1         |                    | 4                  | 1                  |                      | -                    | -                    | -             | -             | -             | 38     | 2      |
| 2017–18              | СПАЛ                 | A                    | 28        | 3         | КІ                 | 0                  | 0                  | -                    | -                    | -                    | -             | -             | -             | 28     | 3      |
| 2018–19              | «Парма»              | A                    | 7         | 0         | КІ                 | 0                  | 0                  | -                    | -                    | -                    | -             | -             | -             | 7      | 0      |
| 2019–20              | «Парма»              | A                    | 16        | 1         | КІ                 | 1                  | 0                  | -                    | -                    | -                    | -             | -             | -             | 17     | 1      |
| 2020–21              | «Парма»              | A                    | 23        | 0         | КІ                 | 0                  | 0                  | -                    | -                    | -                    | -             | -             | -             | 23     | 0      |
| Усього за «Парму»    | Усього за «Парму»    | Усього за «Парму»    | 46        | 1         |                    | 1                  | 0                  |                      | -                    | -                    |               | -             | -             | 47     | 1      |
| 2021–22              | «Кальярі»            | A                    | 30        | 0         | КІ                 | 1                  | 0                  | -                    | -                    | -                    | -             | -             | -             | 31     | 0      |
| 2022–23              | «Емполі»             | A                    | 0         | 0         | КІ                 | -                  | -                  | -                    | -                    | -                    | -             | -             | -             | 0      | 0      |
| Усього за кар'єру    | Усього за кар'єру    | Усього за кар'єру    | 138       | 5         |                    | 6                  | 1                  |                      | 0                    | 0                    | -             | -             | -             | 144    | 6      |